# Acontias percivali
Acontias percivali là một loài thằn lằn cụt nhỏ cả hai chân trong họ Scincidae.

## Phân bố
Phạm vi phân bố của loài này bị giới hạn trong lục địa châu Phi và bao gồm các khu vực của Namibia, Botswana, Zimbabwe, Nam Phi, Kenya, Angola, và Tanzania.

## Môi trường sống
Loài này sinh sống ở thảo nguyên bằng cách đào hang dưới mặt đất.

## Phân loài
Có ba phân loài của Acontias percivali:
- Acontias percivali tasmani
- Acontias percivali occidentalis
- Acontias percivali percivali

Acontias percivali tasmani có thể là một phân loài của Acontias meleagris sau khi kiểm tra trình tự DNA gần đây.

## Hình ảnh

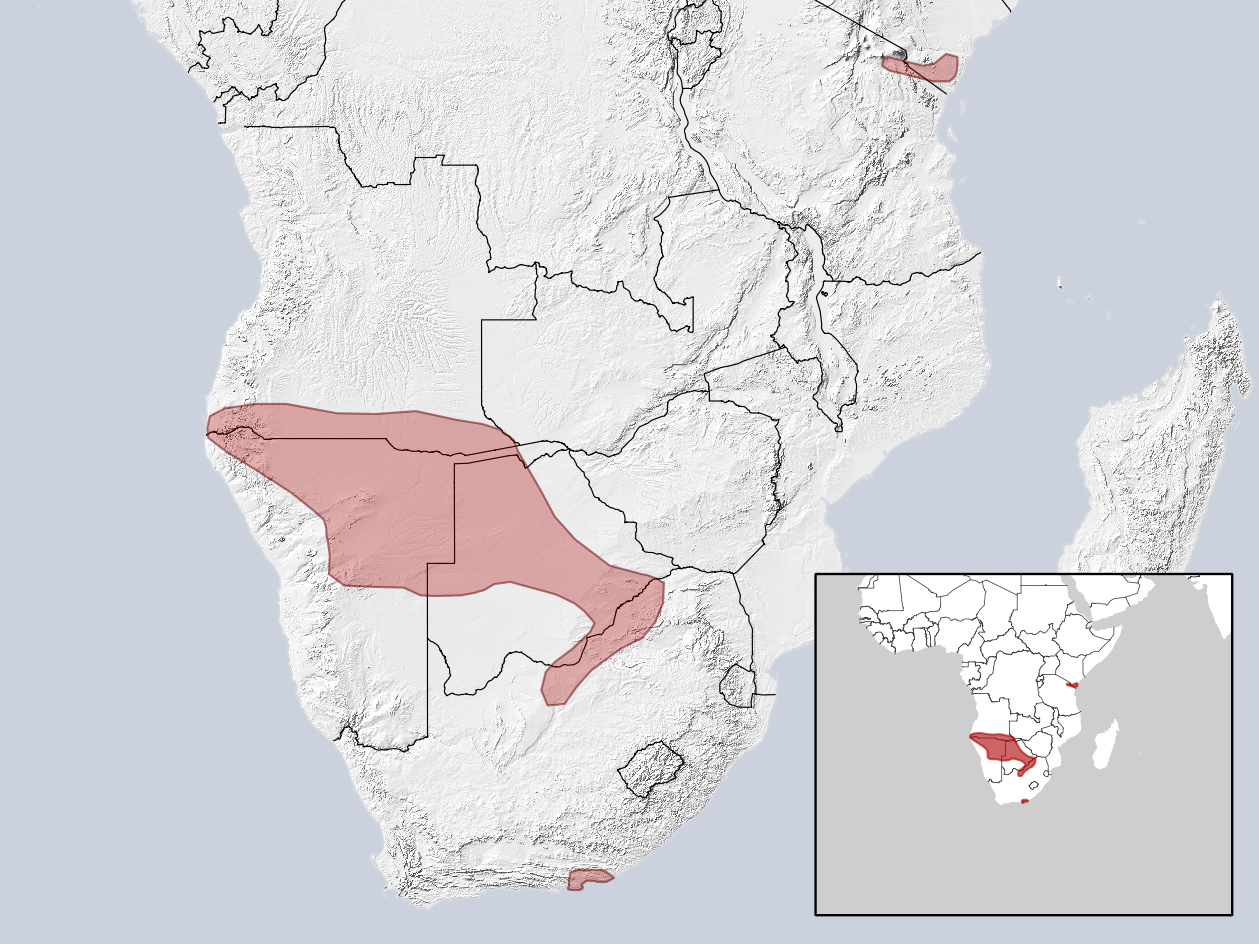